# 教育芸術社
株式会社教育芸術社（きょういくげいじゅつしゃ、英:Kyouiku Geijutsu Sha Co., Ltd.）は、音楽教科書を中心に、合唱曲集などを出版する出版社。

## 概要
作曲家の市川都志春とその弟、肇によって創業された。小学校、中学校で使用されている音楽教科書では国内トップシェアを誇る。現社長の市川かおりは都志春の孫にあたる。
本社所在地は東京都豊島区長崎一丁目12番15号。支社は 名古屋市、大阪市、下関市にある。従業員数100名。

## 沿革
- 1948年（昭和23年）9月10日 会社設立
- 1949年（昭和24年） 高等学校用音楽教科書を発行
- 1950年（昭和25年） 中学校用音楽教科書を発行
- 1951年（昭和26年） 小学校用音楽教科書を発行
- 1989年（平成元年） 本社別館を建設
- 1997年（平成9年） 本社本館・別館を全面改装
- 1998年（平成10年） 創業者・市川都志春死去（4月29日）

### その他特記事項
- 昭和28年〜36年には図画工作の教科書も発行していた。

- 北海道では採択シェアが圧倒的に低い。北海道では伝統的に教育出版の教科書が採択される傾向が強く、なおかつ小学4年用の教科書に『札幌の空』という合唱曲が収録されていることが大きな理由であると考えられる。